# Ostrava-Hrušov
Ostrava-Hrušov (pol. Ostrawa-Gruszów) – była stacja kolejowa w Gruszowie, w Ostrawie, w kraju morawsko-śląskim, w Czechach. Została otwarta 1 kwietnia 1847. Od 1979 nie zatrzymują się na niej pociągi osobowe. Obecnie rejon byłej stacji Ostrava-Hrušov jest częścią stacji Ostrava hlavní nádraží. Leży na linii kolejowej nr 270.